# Leaby tingslag
Leaby tingslag var ett tingslag i Skaraborgs län. Tingsplats var i Leaby.
Tingslaget bildades 1680 och uppgick 1 januari 1913 i Vartofta och Frökinds domsagas tingslag. 
Tingslaget omfattade Frökinds härad och en mindre del av Vartofta härad. Tingslaget ingick i Vartofta och Frökinds domsaga, bildad 1810. 